# Aoede
Aojde, Aoede (gr. Ἀοιδή Aoidḗ, łac. Aœde – 'pieśń') – była jedną z trzech pierwotnych muz. Jej siostrami były Melete i Mneme. Aoede była muzą liryki i pieśni.
Mit o tej muzie był i nadal jest istotną inspiracją dla artystów. Grupa Theatre Of Tragedy napisała piosenkę pt. Aoede, którą znaleźć można na ich trzecim albumie Aégis.